# Kano og kajak under sommer-OL 2020
Kano og kajak under sommer-OL 2020 bliver afviklet på 2 forskellige lokaliteter. I slalom afvikles konkurrencerne på Canoe Slalom Course, mens sprint afvikles på Sea Forest Waterway. Begge afviklingssteder ligger i Tokyo Bay zonen.

## Turneringsformat
Konkurrencen består af to discipliner i to forskellige bådtyper. Såvel slalom som sprint afvikles i både kano og i kajak og alle disciplinerne er for både damer og herrer.  

## Tidsplan
Konkurrencen i Sprint følger den nedenstående tabel.
| H | Heat | K | Kvartfinaler | S | Semifinaler | F | Finaler |

| Måned →                       | august | august | august | august | august | august | august | august | august | august | august | august |
| Dato →                        | Man 3  | Man 3  | Tir 4  | Tir 4  | Ons 5  | Ons 5  | Tor 6  | Tor 6  | Fre 7  | Fre 7  | Lør 8  | Lør 8  |
| Konkurrence ↓                 | MO     | MI     | MO     | MI     | MO     | MI     | MO     | MI     | MO     | MI     | MO     | MI     |
| ----------------------------- | ------ | ------ | ------ | ------ | ------ | ------ | ------ | ------ | ------ | ------ | ------ | ------ |
| 200 meter enerkajak - herrer  |        |        |        |        | H      | K      | S      | F      |        |        |        |        |
| 1000 meter enerkajak - herrer | H      | K      | S      | F      |        |        |        |        |        |        |        |        |
| 1000 meter toerkajak - herrer |        |        |        |        | H      | K      | S      | F      |        |        |        |        |
| 500 meter firekajak - herrer  |        |        |        |        |        |        |        |        | H      |        | S      | F      |
| 200 meter enerkajak - damer   | H      | K      | S      | F      |        |        |        |        |        |        |        |        |
| 500 meter enerkajak - damer   |        |        |        |        | H      | K      | S      | F      |        |        |        |        |
| 500 meter toerkajak - damer   | H      | K      | S      | F      |        |        |        |        |        |        |        |        |
| 500 meter firekajak - damer   |        |        |        |        |        |        |        |        | H      |        | S      | F      |
| 1000 meter enerkano - herrer  |        |        |        |        |        |        |        |        | H      | K      | S      | F      |
| 1000 meter toerkano - herrer  | H      | K      | S      | F      |        |        |        |        |        |        |        |        |
| 200 meter enerkano - damer    |        |        |        |        | H      | K      | S      | F      |        |        |        |        |
| 500 meter toerkano - damer    |        |        |        |        |        |        |        |        | H      | K      | S      | F      |

## Medaljefordeling

### Medaljetabel
| Placering | Land                 | Guld | Sølv | Bronze | Total |
| --------- | -------------------- | ---- | ---- | ------ | ----- |
| 1         | Ungarn (HUN)         | 3    | 2    | 1      | 6     |
| 2         | New Zealand (NZL)    | 3    | 0    | 0      | 3     |
| 3         | Tyskland (GER)       | 2    | 1    | 4      | 7     |
| 4         | Australien (AUS)     | 2    | 0    | 1      | 3     |
| 5         | Kina (CHN)           | 1    | 2    | 0      | 3     |
| 6         | Tjekkiet (CZE)       | 1    | 1    | 1      | 3     |
| 7         | Brasilien (BRA)      | 1    | 0    | 0      | 1     |
| 7         | Cuba (CUB)           | 1    | 0    | 0      | 1     |
| 7         | Slovenien (SLO)      | 1    | 0    | 0      | 1     |
| 7         | USA (USA)            | 1    | 0    | 0      | 1     |
| 11        | Spanien (ESP)        | 0    | 3    | 0      | 3     |
| 12        | Canada (CAN)         | 0    | 1    | 1      | 2     |
| 12        | Storbritannien (GBR) | 0    | 1    | 1      | 2     |
| 12        | Polen (POL)          | 0    | 1    | 1      | 2     |
| 12        | Slovenien (SLO)      | 0    | 1    | 1      | 2     |
| 12        | Ukraine (UKR)        | 0    | 1    | 1      | 2     |
| 17        | Hviderusland (BLR)   | 0    | 1    | 0      | 1     |
| 17        | Italien (ITA)        | 0    | 1    | 0      | 1     |
| 19        | Danmark (DEN)        | 0    | 0    | 2      | 2     |
| 20        | Moldova (MDA)        | 0    | 0    | 1      | 1     |
| 20        | Portugal (POR)       | 0    | 0    | 1      | 1     |
| Total     | Total                | 16   | 16   | 16     | 48    |

### Medaljevindere

#### Slalom
| Event              | Guld                        | Sølv                              | Bronze                      |
| ------------------ | --------------------------- | --------------------------------- | --------------------------- |
| K1 slalom (herrer) | Jiří Prskavec · Tjekkiet    | Jakub Grigar · Slovakiet          | Hannes Aigner · Tyskland    |
| C1 slalom (herrer) | Benjamin Savšek · Slovenien | Lukáš Rohan · Tjekkiet            | Sideris Tasiadis · Tyskland |
| K1 slalom (damer)  | Ricarda Funk · Tyskland     | Maialen Chourraut · Spanien       | Jessica Fox · Australien    |
| C1 slalom (damer)  | Jessica Fox · Australien    | Mallory Franklin · Storbritannien | Andrea Herzog · Tyskland    |

#### Sprint
| Event              | Guld                                                                  | Sølv                                                                                    | Bronze                                                                        |
| ------------------ | --------------------------------------------------------------------- | --------------------------------------------------------------------------------------- | ----------------------------------------------------------------------------- |
| K1 200 m (herrer)  | Sándor Tótka · Ungarn                                                 | Manfredi Rizza · Italien                                                                | Liam Heath · Storbritannien                                                   |
| K1 1000 m (herrer) | Bálint Kopasz · Ungarn                                                | Ádám Varga · Ungarn                                                                     | Fernando Pimenta · Portugal                                                   |
| K2 1000 m (herrer) | Australien · Jean van der Westhuyzen · Thomas Green                   | Tyskland · Max Hoff · Jacob Schopf                                                      | Tjekkiet · Josef Dostál · Radek Šlouf                                         |
| K4 500 m (herrer)  | Tyskland · Max Rendschmidt · Ronald Rauhe · Tom Liebscher · Max Lemke | Spanien · Saúl Craviotto · Marcus Walz · Carlos Arévalo · Rodrigo Germade               | Slovakiet · Samuel Baláž · Denis Myšák · Erik Vlček · Adam Botek              |
| K1 200 m (damer)   | Lisa Carrington · New Zealand                                         | Teresa Portela · Spanien                                                                | Emma Jørgensen · Danmark                                                      |
| K1 500 m (damer)   | Lisa Carrington · New Zealand                                         | Tamara Csipes · Ungarn                                                                  | Emma Jørgensen · Danmark                                                      |
| K2 500 m (damer)   | New Zealand · Lisa Carrington · Caitlin Regal                         | Polen · Karolina Naja · Anna Puławska                                                   | Ungarn · Danuta Kozák · Dóra Bodonyi                                          |
| K4 500 m (damer)   | Ungarn · Danuta Kozák · Tamara Csipes · Anna Kárász · Dóra Bodonyi    | Hviderusland · Marharyta Makhneva · Nadzeya Papok · Volha Khudzenka · Maryna Litvinchuk | Polen · Karolina Naja · Anna Puławska · Justyna Iskrzycka · Helena Wiśniewska |
| C1 1000 m (herrer) | Isaquias Queiroz · Brasilien                                          | Liu Hao · Kina                                                                          | Serghei Tarnovschi · Moldova                                                  |
| C2 1000 m (herrer) | Cuba · Serguey Torres · Fernando Jorge                                | Kina · Liu Hao · Zheng Pengfei                                                          | Tyskland · Sebastian Brendel · Tim Hecker                                     |
| C1 200 m (damer)   | Nevin Harrison · USA                                                  | Laurence Vincent-Lapointe · Canada                                                      | Liudmyla Luzan · Ukraine                                                      |
| C2 500 m (damer)   | Kina · Xu Shixiao · Sun Mengya                                        | Ukraine · Liudmyla Luzan · Anastasiia Chetverikova                                      | Canada · Laurence Vincent Lapointe · Katie Vincent                            |